# Heinz D. Stuckmann
Heinz D. Stuckmann (* 2. Oktober 1922; † 6. Oktober 2011 in Köln) war ein deutscher Journalist und Autor. Er war 1968 Mitgründer und bis 1994 auch Leiter der Kölner Journalistenschule und arbeitete als inoffizieller Mitarbeiter für die DDR-Staatssicherheit. 1996 wurde er wegen geheimdienstlicher Agententätigkeit verurteilt.

## Leben
Stuckmann war im Dritten Reich Mitglied der damals illegalen Bündischen Jugend und meldete sich 1941 freiwillig zum Kriegsdienst als Fallschirmjäger.
1947 wurde er in der Jugendgerichtshilfe des Städtischen Jugendamtes Köln angestellt. Seine journalistische Karriere begann 1949 mit ersten Artikeln für die Kölnische Rundschau. 1962 erhielt er den Theodor-Wolff-Preis für die beste innenpolitische Reportage. Die Aufdeckung der Nagold-Affäre geht auch auf Veröffentlichungen Stuckmanns zurück.
Nach seiner Tätigkeit als freier Journalist für Gewerkschaftszeitungen, bei der Wochenzeitung Die Zeit und beim Magazin Stern übernahm er 1968 die Leitung der Kölner Journalistenschule. Ihm gehörte das Gut Schillingsrott in Köln-Rodenkirchen, in dem die Schule untergebracht war. 1982 wurde er von der DDR-Staatssicherheit (Stasi) mit der „Verdienstmedaille der DDR“ und einem Prämiengutschein über tausend Mark ausgezeichnet.
1994 wurde Stuckmann als ehemaliger Inoffizieller Mitarbeiter des Ministeriums für Staatssicherheit der DDR enttarnt, angeklagt und 1996 vom Oberlandesgericht Düsseldorf zu einem Jahr Freiheitsstrafe auf Bewährung und 10.000 DM Geldstrafe verurteilt. Stuckmann hatte vor allem die Aufgabe, unter den Schülern seiner Schule potenzielle Stasi-Mitarbeiter zu finden. Er habe „bedenkenlos junge Menschen, die sich ihm zur Ausbildung anvertraut hatten, in die Gefahr gebracht, vom MfS angeworben zu werden...“.
2006 veröffentlichte er eine Autobiographie, in der er sich zu seinen kommunistischen Zielen bekannte und seine Arbeit für das Ministerium für Staatssicherheit rechtfertigte.

## Publikationen
- Es ist so schön, Soldat zu sein oder Staatsbürger in Uniform. Reinbek, Rowohlt 1964
- Wirtschaftsjournalismus. Ein Handbuch für Ausbildung und Praxis (mit Stephan Ruß-Mohl). List 1991, ISBN 3-471-78546-9
- Köln. Marco Polo Reiseführer. Ostfildern, Mairdumont 1999, ISBN 3-89525-333-2
- Verdammte Kommunisten. Die Bekenntnisse des IM Dietrich. Berlin, Kai Homilius 2006, ISBN 3-89706-861-3
- Die große Kaderschmiede. In: Klaus Eichner, Gotthold Schramm (Hrsg.): Top-Spione im Westen: Spitzenquellen der DDR-Aufklärung erinnern sich. Überarbeitete Neuauflage Auflage. Das neue Berlin (Eulenspiegel-Verlagsgruppe), Berlin 2016, ISBN 978-3-360-01310-1, S. 249–267.